# Giorgio III di Brieg
Giorgio III di Brieg (in lingua polacca: Jerzy III Brzeski; Brzeg, 4 settembre 1611 – Brzeg, 4 luglio 1664) fu un duca di Brzeg dal 1633 (come amministratore; nel 1639 assunse formalmente il titolo, insieme con i fratelli fino al 1654) e di Legnica-Wołów durante il 1653-1654 (insieme con i fratelli).
Era il figlio maggiore di Giovanni Cristiano, duca di Brzeg-Legnica-Wołów-Oława, e della sua prima moglie Dorotea Sibilla, figlia di Giovanni Giorgio, elettore di Brandeburgo.

## Vita
L'invasione da parte delle truppe imperiali a Brzeg (1633), obbligò la fuga di Giovanni Cristiano e della sua famiglia morganatica in Polonia. Nel 1635, l'imperatore Ferdinando II affido a Giorgio III l'amministrazione di Brzeg durante l'assenza di suo padre, che non tornò mai a casa.
Giovanni Cristiano morì nel 1639 e Giorgio III, insieme con i suoi due fratelli sopravvissuti, Luigi IV e Cristiano ereditarono Brzeg e Oława. Dopo la morte del loro zio Giorgio Rodolfo nel 1653, i fratelli ereditarono Legnica e Wołów; tuttavia, appena un anno dopo (1654), decisero di effettuare una divisione formale dei loro domini: Giorgio III mantenne Brzeg, Luigi IV ottenne Legnica e Cristiano ricevette le piccole città di Oława e Wołów. Quando Luigi IV morì senza figli sopravvissuti nel 1663, Giorgio III e Cristiano ereditarono insieme Legnica come co-regnanti.

## Matrimonio e figli
A Bierutów il 23 febbraio 1638, Giorgio III sposò la sua prima moglie Sofia Caterina (1601-1659), figlia di Carlo II, duca di Ziębice-Oleśnica dalla moglie Elisabetta Maddalena di Brieg, sorella del nonno di Giorgio III, Gioacchino Federico; rendendolo quindi procugino di sua moglie. Ebbero una figlia:
1. Dorotea Elisabetta (17 dicembre 1646 - 9 giugno 1691), sposò il 13 ottobre 1663 Enrico, principe di Nassau-Dillenburg.

A Brzeg il 19 ottobre 1660, Giorgio III sposò la sua seconda moglie Elisabetta Maria Carlotta (1638-1664), figlia di Luigi Filippo, conte palatino di Simmern-Kaiserslautern e nipote di Federico V, elettore palatino, che fu per breve tempo re di Bohemia. Il matrimonio rimase senza figli.
Giorgio III sopravvisse alla sua seconda moglie per due mesi. Dopo la sua morte senza prole maschile, le sue terre furono ereditate dal suo unico fratello ancora in vita, Cristiano, che riunì tutte le loro terre nelle sue mani.

## Ascendenza
|                                    |                                  |                                           | Genitori                                |  |  | Nonni |  |  | Bisnonni               |  |  | Trisnonni                  |  |
|                                    |                                  |                                           |                                         |  |  |       |  |  | 8. Giorgio II di Brieg |  |  | 16. Federico II di Legnica |  |
|                                    |                                  |                                           |                                         |  |  |       |  |  | 8. Giorgio II di Brieg |  |  | 16. Federico II di Legnica |  |
|                                    |                                  | 17. Sofia di Brandeburgo-Ansbach-Kulmbach |                                         |  |  |       |  |  | 8. Giorgio II di Brieg |  |  |                            |  |
| 4. Gioacchino Federico di Brieg    |                                  |                                           |                                         |  |  |       |  |  | 8. Giorgio II di Brieg |  |  |                            |  |
|                                    |                                  | 9. Barbara di Brandeburgo                 | 18. Gioacchino II di Brandeburgo (= 12) |  |  |       |  |  |                        |  |  |                            |  |
|                                    |                                  | 9. Barbara di Brandeburgo                 | 18. Gioacchino II di Brandeburgo (= 12) |  |  |       |  |  |                        |  |  |                            |  |
|                                    |                                  | 9. Barbara di Brandeburgo                 | 19. Maddalena di Sassonia (= 13)        |  |  |       |  |  |                        |  |  |                            |  |
| 2. Giovanni Cristiano di Brieg     |                                  | 9. Barbara di Brandeburgo                 |                                         |  |  |       |  |  |                        |  |  |                            |  |
|                                    |                                  | 10. Gioacchino Ernesto di Anhalt          | 20. Giovanni IV di Anhalt-Zerbst        |  |  |       |  |  |                        |  |  |                            |  |
|                                    |                                  | 10. Gioacchino Ernesto di Anhalt          | 20. Giovanni IV di Anhalt-Zerbst        |  |  |       |  |  |                        |  |  |                            |  |
|                                    |                                  | 10. Gioacchino Ernesto di Anhalt          | 21. Margherita di Brandeburgo           |  |  |       |  |  |                        |  |  |                            |  |
| 5. Anna Maria di Anhalt            |                                  | 10. Gioacchino Ernesto di Anhalt          |                                         |  |  |       |  |  |                        |  |  |                            |  |
|                                    |                                  | 11. Agnese di Barby-Mühlingen             | 22. Volfango di Barby-Mühlingen         |  |  |       |  |  |                        |  |  |                            |  |
|                                    |                                  | 11. Agnese di Barby-Mühlingen             | 22. Volfango di Barby-Mühlingen         |  |  |       |  |  |                        |  |  |                            |  |
|                                    |                                  | 11. Agnese di Barby-Mühlingen             | 23. Agnese di Mansfeld                  |  |  |       |  |  |                        |  |  |                            |  |
| 1. Giorgio III di Brieg            |                                  | 11. Agnese di Barby-Mühlingen             |                                         |  |  |       |  |  |                        |  |  |                            |  |
|                                    | 12. Gioacchino II di Brandeburgo | 24. Gioacchino I di Brandeburgo           |                                         |  |  |       |  |  |                        |  |  |                            |  |
|                                    | 12. Gioacchino II di Brandeburgo | 24. Gioacchino I di Brandeburgo           |                                         |  |  |       |  |  |                        |  |  |                            |  |
|                                    | 12. Gioacchino II di Brandeburgo | 25. Elisabetta di Danimarca               |                                         |  |  |       |  |  |                        |  |  |                            |  |
| 6. Giovanni Giorgio di Brandeburgo | 12. Gioacchino II di Brandeburgo |                                           |                                         |  |  |       |  |  |                        |  |  |                            |  |
|                                    |                                  | 13. Maddalena di Sassonia                 | 26. Giorgio di Sassonia                 |  |  |       |  |  |                        |  |  |                            |  |
|                                    |                                  | 13. Maddalena di Sassonia                 | 26. Giorgio di Sassonia                 |  |  |       |  |  |                        |  |  |                            |  |
|                                    |                                  | 13. Maddalena di Sassonia                 | 27. Barbara di Polonia                  |  |  |       |  |  |                        |  |  |                            |  |
| 3. Dorotea Sibilla di Brandeburgo  |                                  | 13. Maddalena di Sassonia                 |                                         |  |  |       |  |  |                        |  |  |                            |  |
|                                    |                                  | 14. Gioacchino Ernesto di Anhalt (= 10)   | 28. Giovanni IV di Anhalt-Zerbst (= 20) |  |  |       |  |  |                        |  |  |                            |  |
|                                    |                                  | 14. Gioacchino Ernesto di Anhalt (= 10)   | 28. Giovanni IV di Anhalt-Zerbst (= 20) |  |  |       |  |  |                        |  |  |                            |  |
|                                    |                                  | 14. Gioacchino Ernesto di Anhalt (= 10)   | 29. Margherita di Brandeburgo (= 21)    |  |  |       |  |  |                        |  |  |                            |  |
| 7. Elisabetta di Anhalt-Zerbst     |                                  | 14. Gioacchino Ernesto di Anhalt (= 10)   |                                         |  |  |       |  |  |                        |  |  |                            |  |
|                                    |                                  | 15. Agnese di Barby-Mühlingen (= 11)      | 30. Volfango di Barby-Mühlingen (= 22)  |  |  |       |  |  |                        |  |  |                            |  |
|                                    |                                  | 15. Agnese di Barby-Mühlingen (= 11)      | 30. Volfango di Barby-Mühlingen (= 22)  |  |  |       |  |  |                        |  |  |                            |  |
|                                    |                                  | 15. Agnese di Barby-Mühlingen (= 11)      | 31. Agnese di Mansfeld (= 23)           |  |  |       |  |  |                        |  |  |                            |  |
|                                    |                                  | 15. Agnese di Barby-Mühlingen (= 11)      |                                         |  |  |       |  |  |                        |  |  |                            |  |

## Fonti
- Miroslav Marek, Complete Genealogy of the House of Piast: Silesia, su genealogy.euweb.cz, Genealogy.EU.
- Genealogical database by Herbert Stoyan Archiviato il 18 dicembre 2012 in Archive.is.